# كورين ماكلولين
كورين ماكلولين (بالإنجليزية: Corinne McLaughlin)‏ هي كاتِبة أمريكية، ولدت في 1947.